# Campagna del Nuovo Messico
La campagna del Nuovo Messico si svolse da febbraio ad aprile 1862 nel corso della Guerra di secessione americana, nel quadro del teatro Trans-Mississippi.
Il generale di brigata confederato Henry Hopkins Sibley invase il nord del Territorio del Nuovo Messico con l'obiettivo di assumere il controllo delle zone strategiche del Sud-Ovest degli Stati Uniti, in particolare della strada verso i campi d'oro del Colorado e del porti della California.

I Confederati, partiti dal Texas, avanzarono verso nord lungo il Rio Grande, vinsero la battaglia di Valverde senza riuscire a catturare Fort Craig, lasciandosi così alle spalle il presidio nordista. L'avanzata sudista continuò a nord lungo il confine, verso Santa Fe e Fort Union. A Glorieta Pass i Confederati, sebbene vincitori sul campo di battaglia, furono costretti a ritirarsi in seguito alla distruzione della loro carovana di approvvigionamenti.

Il successo confederato in questa campagna avrebbe negato all'Unione una delle principali fonti di oro e argento necessarie per finanziare il suo sforzo bellico, e la marina dell'Unione avrebbe avuto il difficile compito di tentare di bloccare diverse centinaia di miglia di costa del Pacifico.

## Storia
Dopo anni di lamentele da parte dei residenti della parte meridionale del Territorio del Nuovo Messico, per la lontananza dalla capitale, Santa Fe, i mancati finanziamenti economici nel marzo 1861, e la generale simpatia per i sudisti, unita ad una propensione per lo schiavismo, le città di Mesilla e Tucson votarono per la secessione, aderendo agli Stati Confederati d'America. Nel luglio 1861, il tenente colonnello confederato John Baylor partito con un battaglione dal Texas vinse la prima battaglia di Mesilla e istituì il Territorio Confederato dell'Arizona, a sud del 34º parallelo.
Nei piani del presidente confederato Jefferson Davis, il generale di brigata Henry Hopkins Sibley avrebbe invaso il nord del Territorio del Nuovo Messico lungo il versante orientale delle Montagne Rocciose, occupando il Territorio del Colorado (allora all'apice della Corsa all'oro del Colorado) e Fort Laramie (il più importante presidio dell'esercito degli Stati Uniti lungo la ferrovia dell'Oregon), prima di girare verso ovest per attaccare le ricche miniere del Nevada e della California. Sibley progettò di approvvigionarsi lungo la strada, catturando le scorte nei forti dell'Unione e nei depositi della ferrovia di Santa Fe. Una volta preso possesso di questi territori, Sibley avrebbe invaso gli stati messicani settentrionali (Chihuahua, Sonora e Bassa California).

### Lo svolgimento della campagna
Il 20 dicembre 1861, il Generale Sibley emise un proclama di presa di possesso del Nuovo Messico, in nome degli Stati Confederati. Ai cittadini venne chiesto di abbandonare la loro fedeltà verso l'Unione e di aderire alla Confederazione. Nel febbraio 1862, Sibley cominciò l'avanzata verso nord da Fort Thorn su per la valle del Rio Grande, verso la capitale territoriale di Santa Fe, con l'obiettivo di impossessarsi dei magazzini dell'Unione a Fort Union. Un distaccamento di 54 uomini occupò Tucson.

### La battaglia di Valverde
Le forze di Sibley giunsero a Fort Craig, presidiato da 3800 uomini dell'Unione al comando di Edward Canby. Sapendo di non poter lasciare una così grande forza Federale alle spalle, Sibley tentò di attirare i nemici in una battaglia in campo aperto. Il 19 febbraio, Sibley si accampò dietro le dune di sabbia ad est della fortezza con l'intenzione di tagliare le linee di comunicazione dell'Unione con Santa Fe. Il 20 febbraio, le forze dell'Unione uscirono dal forte, violentemente colpite dall'artiglieria pesante confederata furono costrette a ritirarsi. Il giorno successivo i Confederati marciarono a Valverde Ford, 10 km a nord del forte, nel tentativo di aggirare le truppe Federali. Canby attaccò, ma le forze dell'Unione vennero respinte dai Confederati del colonnello Thomas Green, che aveva preso il comando dopo un'indisposizione di Sibley. Canby si ritirò a Fort Craig, ma rifiutò di arrendersi.
Dal momento che aveva razioni sufficienti solo per tre giorni, Sibley non poté tentare un assedio né ritirarsi a Mesilla. Scelse di continuare la marcia verso Santa Fe, dall'altro lato del confine. La mancanza di approvvigionamenti e la perdita di numerosi cavalli ridusse le forze confederate allo stremo, rallentandone l'avanzata. Canby nel frattempo tentò di intercettare l'esercito Sibley tra la propria forza e Fort Union, tagliando ogni possibile via di rifornimento.
Le forze confederate raggiunsero Albuquerque il 2 marzo e Santa Fe il 13, ma a causa della loro lenta avanzata non riuscirono a catturare la maggior parte delle forniture nordiste localizzate in queste città. La lenta avanzata permise inoltre ai rinforzi nordisti dal Colorado sotto il comando del colonnello John Slough di raggiungere Fort Union.

### La battaglia di Glorieta Pass
Il 26 marzo, una scaramuccia presso Apache Canyon diede il via al più importante scontro della Campagna, il punto di svolta della guerra nel Territorio del Nuovo Messico. Le unità nordiste del Maggiore John M. Chivington costrinsero alla fuga i 300 uomini del battaglione del Maggiore Charles L. Pyron accampati presso Apache Canyon. Gli unionisti desistettero dall'inseguimento, attendendo l'arrivo del colonnello Canby.
Il 28 marzo, guidati dal Ten. Col. Scurry, i confederati anticiparono le forze unioniste, avanzando lungo il Canyon, spiazzando così le truppe unioniste del Col. John P. Slough. Dopo oltre 4 ore di scontri durissimi, i confederati, guadagnata la cresta del Canyon, fecero fuoco sulle truppe nordiste, obbligandole alla ritirata. Nel frattempo, tuttavia, gli uomini dei Volontari del Nuovo Messico, a supporto delle forze unioniste, avevano scovato i depositi confederati: Chivington diede l'ordine di attaccare ed in poco tempo vennero dati alle fiamme 80 carri rifornimento, un cannone ed oltre 500 tra cavalli e muli vennero uccisi.
In assenza di forniture con le quali continuare l'avanzata, i Confederati non ebbero altra scelta che ritirarsi a Santa Fe. Canby inizialmente ordinò alle forze dell'Unione di ritirarsi a Fort Union, ma dopo aver scoperto la debolezza dei confederati ordinò una concentrazione di tutti gli uomini: piccole guarnigioni furono lasciate nei Forti Craig e Union, mentre le forze principali vennero radunate vicino Albuquerque.
Con scorte e munizioni limitate ed in inferiorità numerica, Sibley scelse di ritirarsi in Texas, lasciando Albuquerque il 12 aprile dopo la vittoria nella Battaglia di Albuquerque pochi giorni prima. Il 15 aprile Canby sconfisse i Confederati nella Battaglia di Peralta, ma una tempesta di sabbia consentì ai sudisti di ritirarsi senza grosse perdite.

### Le conseguenze
Dopo il ritiro della Confederazione, l'Unione occupò diversi forti confederati nella parte occidentale del Texas. Canby fu promosso generale di brigata e riassegnato al teatro orientale. I migliori uomini dei Volontari del Nuovo Messico costituirono un'unità di cavalleria con Kit Carson in comando, il reggimento passò il resto della guerra impegnato in combattimenti con le tribù indiane nel territorio.
Nonostante la sconfitta, i Confederati continuarono a considerare il Territorio Confederato dell'Arizona parte della Confederazione e progettarono diversi piani per un'altra invasione, che non furono mai messi in opera. La brigata Sibley continuò a operare in vari settori in Texas e Louisiana durante il resto della guerra.

## Le battaglie
| Battaglia                  | Luogo                                                          | Data           | Esito                                                         | Comandanti e Effettivi Unione           | Comandanti e Effettivi CSA               | Perdite Unione | Perdite CSA | Note |
| -------------------------- | -------------------------------------------------------------- | -------------- | ------------------------------------------------------------- | --------------------------------------- | ---------------------------------------- | -------------- | ----------- | ---- |
| Battaglia di Valverde      | Valverde, New Mexico                                           | 20-21 febbraio | vittoria confederata                                          | Edward Canby 3 000                      | Henry Hopkins Sibley Thomas Green 2 590  | 475            | 150-230     |      |
| Battaglia di Glorieta Pass | Contee di Santa Fe e San Miguel (Territorio del Nuovo Messico) | 26-28 marzo    | vittoria tattica confederata, vittoria strategica dell'Unione | John P. Slough John M. Chivington 1 100 | Charles L. Pyron William R. Scurry 1 300 | 147            | 222         |      |
| Battaglia di Albuquerque   | Albuquerque (Territorio del Nuovo Messico)                     | 8-9 aprile     | vittoria confederata                                          | John P. Slough 1 150                    | Henry Hopkins Sibley 850                 |                |             |      |
| Battaglia di Peralta       | Peralta (Territorio del Nuovo Messico)                         | 15 aprile      | vittoria dell'Unione                                          | Edward Canby                            | Thomas Green                             | 1 morto        | 4 morti     |      |

## Curiosità
Il film Il buono, il brutto, il cattivo del 1966 di Sergio Leone è ambientato durante lo svolgimento della Campagna del Nuovo Messico.